# 제1차 국공 합작

중국 공산당 당기

중국 국민당 당기

제1차 국공 합작(第1次國共合作, 영어: First United Front)은 중국 국민당과 중국 공산당 사이의 첫 번째 합작이다. 코민테른은 <민족 및 식민지문제에 관한 결의>(1920)에 따라 소수 지식인집단에 지나지 않은 중국 공산당에게 중국 국민당에 들어가 조직기반을 확대하도록 지시하였다. 중국 공산당은 중국 국민당과의 대등한 당외합작을 원했지만 손문의 거부로 중국 국민당에 중국 공산당이 입당하는 당내합작을 수용하였다. 이러한 지령에 따라 중국 공산당의 진독수가 중국공산당 제3차전국대표대회에서 낸 제안에 따라 전체 공산당원이 개인 자격으로 중국 국민당에 가입하여 혁명 통일 전선을 구축하기로 결의한 결과에 따라 이루어졌다.

## 개요
1923년 8월, 중국 공산당의 원조 아래 국민당은 장제스, 이장달, 장태뢰 등으로 구성된 대표단을 소련에 파견하여 소련 공산당과 소련 붉은 군대의 조직을 관찰하게 하였다. 대표단은 육군·해군학교를 참관하고 소련 공산당 지도자와 코민테른 책임자를 만난 후 12월 중순에 귀국하였다.
1923년 9월, 소련 정부는 미하일 보로딘을 광저우 주재 상설대표로 위임하여 파견하였다. 곧이어 보로딘은 상하이에서 진독수와 중국공산당 지도자를 회견하였다. 또한 광저우에서 중국 공산당·사회주의청년단·광저우 중앙집행위원과 회의를 열어 국민당의 개조방법을 토론하고, 쑨원에게 국민당 개조회의를 소집할 것을 건의하였다.
1923년 10월 25일, 쑨원은 광저우에서 중국국민당 개조 특별회의를 열고 국민당 개조의 필요성과 개조 계획을 토론하여, 국민당 개조선언과 국민당 강령과 규약을 기초하였다. 회의에서 쑨원은 랴오중카이, 담평산 등 9명을 임시중앙집행위원으로, 왕징웨이, 리다자오 등 5명을 임시중앙집행위원 후보로 파견하여 국민당 임시중앙집행위원회를 조직하고, 보로딘을 고문으로 초빙하여 국민당 개조작업에 착수하였다. 1924년 1월에 국민당 제1차 전국대표대회(1대)를 개최할 것을 결정하였다.
11월, 국민당은 ≪중국 국민당 개조선언≫을 발표하여 국민당 개조의 필요성과 개조의 기본적인 요구사항을 설명하였는데, 여기에서도 쑨원의 국민당 개조의 결심과 용기를 논하였다.
국민당 1대 폐막 후 쑨원의 주관 아래 1월 31일, 국민당 중앙집행위원·감찰위원 제1차 전체회의가 열려, 랴오중카이, 다이지타오, 담평산 3명을 상무위원으로 추천하고 각 부의 부장인선을 확정하였으며, 중앙위원을 상하이, 베이징 등의 특별구에 각각 보내 집행부를 조직할 것을 결정하였다. 회의 후 각 성시의 국민당 당부에서도 개조가 진행되었다. 대다수의 공산당원과 사회주의청년단원은 국민당에 가입하여, 국민당의 조직발전과 노동자·농민·혁명지식인의 국민당 입당을 원조하였다. 개조를 거친 후의 국민당은 부르주아 성격의 정당에서 노동자·농민·쁘띠부르주아와 민족부르주아의 민주혁명연맹으로 전환하기 시작하였다. 이것은 혁명 통일 전선이 정식으로 구축된 것을 알리는 것이었으며, 이를 통해 제1차 국공 합작이 이루어졌다.

## 결렬
1925년 쑨원이 사망하고, 1926년에 중산함 사건으로 장제스가 공산당원을 구속하는 등의 알력이 있었지만, 그 후 국민혁명군 총사령관이 되고 실권을 잡은 장제스는 동년 북벌을 시작하였다. 1927년에 난징에 국민 정부가 성립되고, 1927년 4월의 상하이 쿠데타에 의해서 국공 합작은 사실상 붕괴되었다.
1927년 7월 13일, 중국 공산당은 대시국 선언을 발표해 제1차 국공 합작의 종료를 선언하고, 또 다시 국공 내전에 돌입했다.

## 같이 보기
- 북벌
- 코민테른
- 황푸군관학교
- 국민혁명군
- 중산함 사건
- 상하이 쿠데타
- 제2차 국공 합작